# Christie Brinkley
Christie Brinkley (Christie Lee Hudson, Monroe, Michigan, 2 de fevereiro de 1954) é uma supermodelo americana.
Primeira modelo a ilustrar por três vezes consecutivas a capa da prestigiada revista norte-americana Sports Illustrated Swimsuit Issue, detém o contrato mais longo de sempre de uma modelo, com a empresa de cosméticos CoverGirl que foi renovado sucessivamente por mais de 20 anos.
Além da sua longa carreira na indústria internacional de moda, também exerce atividades como atriz, ilustradora, fotógrafa, escritora e designer, assim como ativista dos direitos humanos e dos animais, ecologia e meio ambiente.
A sua fortuna foi avaliada em 2008 com um valor estimado em 80 milhões de dólares, primariamente como proprietária de diversos imóveis, a maior parte localizados nos Hamptons. Brinkley foi colocada em 3.º lugar na lista das "20 modelos mais ricas do mundo", publicada pelo Daily Mail em fevereiro de 2012.

## Carreira

### Início
Em meados dos anos 1970, Brinkley vive com a sua família em Brentwood, Los Angeles onde faz os seus estudos na escola anglo-francesa Lycée Français de Los Angeles, tendo concluído a sua graduação em 1972, com 18 anos de idade.

Logo depois viaja até França onde ingressa numa escola artística em Paris onde aí continua os seus estudos. Durante os três anos em que lá vive, trabalha como ilustradora e conhece o artista francês Jean-François Allaux, com quem casa.
É na capital francesa, durante a primavera de 1973, que é descoberta nas ruas pelo fotógrafo de moda norte-americano Errol Sawyer. Impressionado com a sua beleza, tira-lhe as primeiras fotos e a convida de imediato para uma sessão na agência Elite Model em Paris do empresário John Casablancas onde conhece os fotógrafos de moda Patrick Demarchelier e Mike Reinhardt.
Logo depois regressa aos Estados Unidos e na Califórnia é apresentada a Nina Blanchard, representante em Los Angeles da famosa agência de modelos Ford Models que imediatamente a contrata para três campanhas nacionais. No futuro iria permanecer na Ford Models durante mais de 30 anos, como modelo de elite.

### Modelo
Brinkley aparece pela primeira vez na revista Parents posando de biquíni desfilando depois nas passarelas onde se torna num êxito instantâneo.
Em 1976, Brinkley assina um contrato milionário com a empresa americana de cosméticos CoverGirl que é renovado sucessivamente por mais de vinte anos, mantendo-se até hoje na indústria de moda, como o mais longo de sempre na história de uma modelo.
Em 2005, ambos voltam a assinar um novo contrato para publicitar uma linha de produtos de cosmética especificamente desenvolvida para uma gama de mulheres mais maduras.
Brinkley foi no início dos anos 1980 considerada a modelo mais bem paga do mundo e das primeiras na indústria a ser-lhe atribuída a designação de supermodelo. Durante a sua carreira foi fotografada em seis continentes em mais de trinta países.
Foi capa de mais de 700 revistas em todo o mundo, nomeadamente Vogue, Newsweek, Rolling Stone, Cosmopolitan, LIFE, Harper's Bazaar, Glamour, a francesa PHOTO, Esquire, Playboy e Sports Illustrated Swimsuit Issue, entre muitas outras.
A capa que fez em 1982 para a revista americana LIFE, posando num fato de banho vermelho (foto) e fotografada por Patrick Demarchelier, tornou essa edição a mais vendida de sempre. Demarchelier torna-se um dos seus fotógrafos de eleição e responsável pelas suas mais célebres fotos.

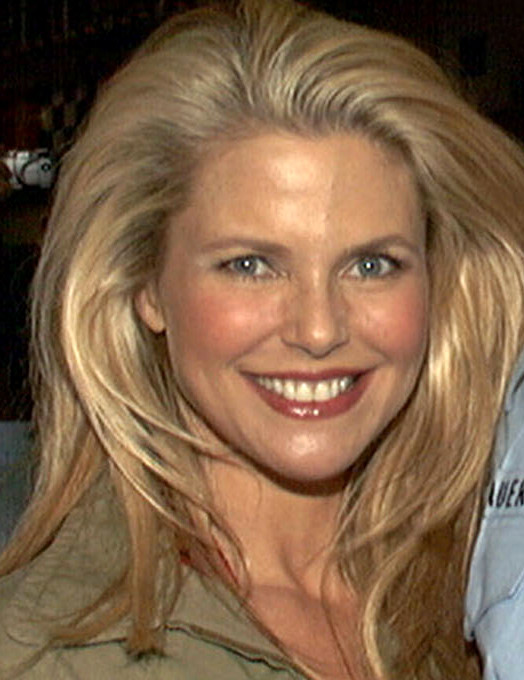
dezembro de 1999.

Durante os anos 1980 e 1990, fez inúmeros comerciais para marcas como Chanel No. 19, Prell, MasterCard, Breck, Diet Coke, Anheuser-Busch, Got Milk?, Healthy Choice, Max Factor, Nissan Z, Noxema, Revlon, Clairol, Borghese Cosmetics, Danskin, Nu Skin, Yardley of London, Halston, Vogue Patterns, Gottex e Black Velvet, entre muitos outros.
Com as suas medidas oficiais de "36-23.5-35.5" e altura de 1,75 m, a revista Harper's Bazaar elegeu-a, por três vezes, uma das mais bonitas mulheres do mundo. Em outras duas ocasiões, as revistas Glamour e Harper's Bazaar deram-lhe o primeiro lugar na sua lista dos "10 Corpos Perfeitos".
Em 1991, Brinkley é considerada ter o padrão ideal de beleza americano, com seus cabelos loiros, olhos azuis, corpo esguio e feições suaves, quando a revista Allure realiza a sua primeira pesquisa nacional consultando o americano médio (homens e mulheres) em busca das suas preferências e percepções de beleza.
Em 1998, é incluída na lista da revista Playboy "100 mulheres mais sexy do século XX".
A revista americana People convida-a em 2007 para a capa da edição especial "100 More Beautiful People", tendo posado juntamente com as filhas Alexa Ray e Sailor Lee.
No "Top 10 das Supermodelos de todos os tempos", publicado pelo site AskMen.com, Brinkley está colocada na 3.ª posição.

#### Sports Illustrated Swimsuit

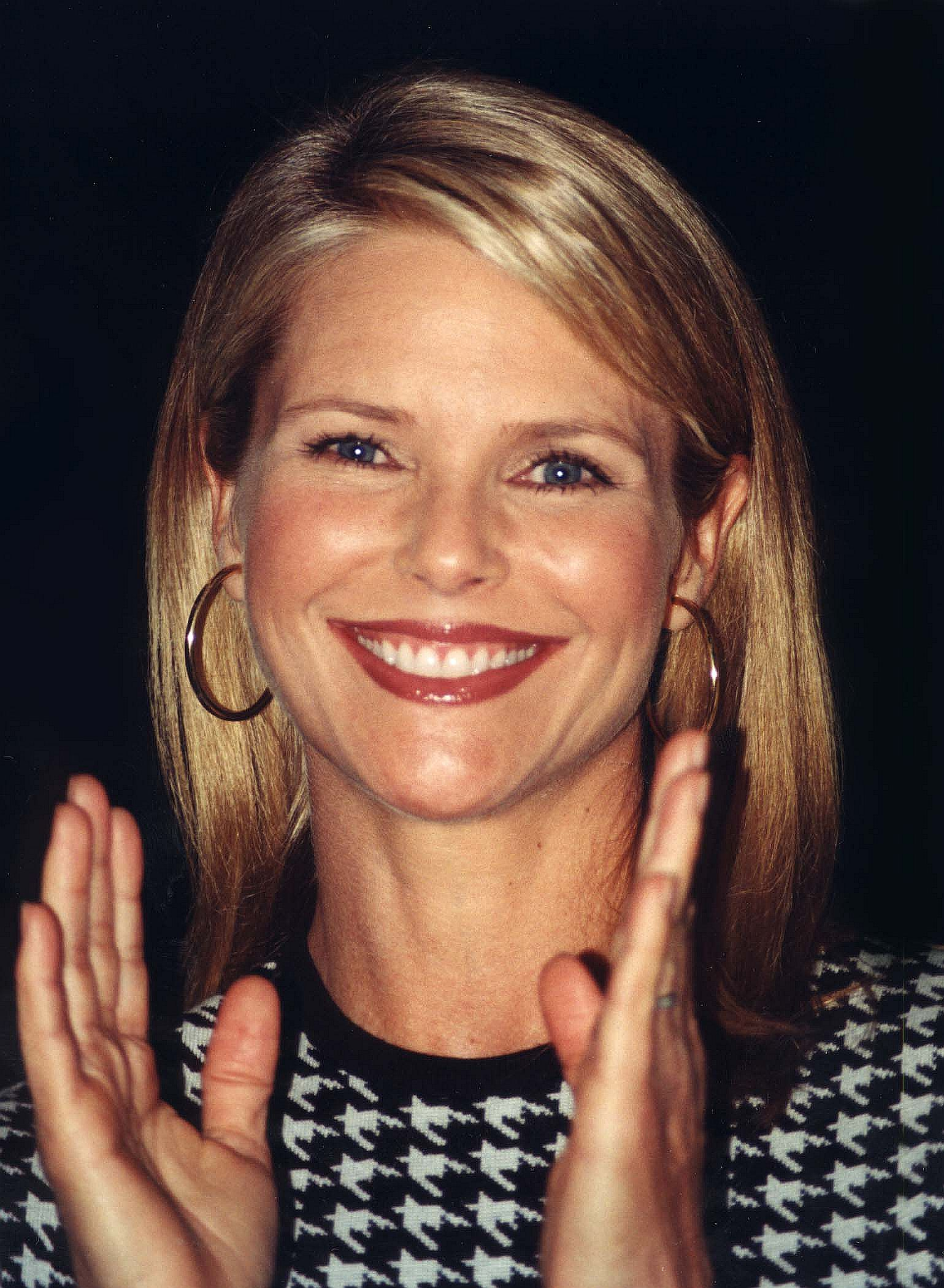
Brinkley em 1998

Em 1975, Brinkley vestindo uma tanga brasileira de Giorgio di Saint'Angelo e fotografada por Walter Iooss em Cancún, aparece pela primeira vez no número especial anual de fatos de banho Sports Illustrated Swimsuit Issue, da conceituada revista norte-americana de desporto Sports Illustrated.
Em 1979, é capa da revista pela primeira vez, numa foto tirada nas Ilhas Seychelles que lhe dá uma projeção sem precedente a nível mundial.
Brinkley foi a primeira modelo a protagonizar três capas consecutivas (2 de maio de 1979, 4 de fevereiro de 1980 e 2 de setembro de 1981) para a revista (até hoje só Elle Macpherson conseguiu igualar esse recorde) continuando a participar em edições posteriores.
Brinkley foi a modelo escolhida em 1983 para o primeiro calendário exclusivo da revista e participou também com outras modelos em vários videos especiais de aniversário e filmagens.
Em 2004, no 40.º aniversário, é publicada uma edição especial em que são convidadas as principais modelos que fizeram a história e o sucesso da revista, sendo Brinkley uma delas e posando junto de Heidi Klum, Elle Macpherson, Cheryl Tiegs, Tyra Banks, Rachel Hunter, Valeria Mazza, Stacey Williams, Paulina Porizkova, Vendela Kirsebom e Roshumba Williams. (foto Hall of Fame)

Em 2014, no 50.º aniversário, é novamente convidada para integrar o elenco The Legends juntamente com Babette March, Bar Refaeli, Brooklyn Decker, Carol Alt, Carolyn Murphy, Cheryl Tiegs, Daniela Peštová, Elsa Benitez, Heidi Klum, Irina Shayk, Kate Upton, Kathy Ireland, Marisa Miller, Paulina Porizkova, Petra Nemcova, Rachel Hunter, Rebecca Romijn, Tyra Banks, Veronika Varekova, Vendela Kirsebom e Yamila Díaz-Rahi.

Em fevereiro de 2017 e passados mais de 40 anos desde a sua primeira aparição na revista, é convidada novamente a participar na edição anual, posando também com as suas filhas Alexa e Sailor. Com 63 anos, foi a modelo com mais idade a posar desde sempre para a revista, tendo sido ultrapassada em 2023 por Martha Stewart com 81 anos.
Resumo das participações na revista: 1975, 1976, 1978, 1979 (capa), 1980 (capa), 1981 (capa), 1989, 2004 (Hall Of Fame), 2014 (The Legends) e 2017.

### Atriz
Em 1983, Brinkley faz a sua estreia como atriz no filme cómico National Lampoon’s Vacation (Férias Frustradas no Brasil, Que Paródia de Férias em Portugal) com o ator Chevy Chase como protagonista, onde desempenhou o misterioso papel The girl in the red Ferrari (A rapariga no Ferrari vermelho) e torna famosa a cena onde toma banho com Chase na piscina do motel. Este filme foi considerado pela revista Bravo Special um dos mais cómicos de sempre.
Em 1997, o filme tem uma das sequelas, Vegas Vacation (Férias Frustradas em Las Vegas no Brasil, Férias em Las Vegas em Portugal) e Brinkley reaparece no mesmo papel de sedutora no seu Ferrari vermelho descapotável.
Em maio de 2008 é convidada para recriar a famosa cena onde toma banho na piscina do motel com Chevy Chase, num comercial especial para o canal de televisão norte-americano DirecTV.
Em 8 de abril de 2011, faz a sua estreia na Broadway, interpretando o papel de Roxie Hart no premiado teatro musical Chicago. Em 2019, foi convidada a retornar ao musical interpretando a mesma personagem com atuações em Phoenix, Las Vegas e novamente no Ambassador Theatre na Broadway.

### Outras atividades
Além de modelo e atriz, Brinkley mantém outras atividades como ilustradora, escritora, fotógrafa e designer.
Especialista em fotografar corridas de automóveis e lutas de boxe, foram publicados trabalhos seus em revistas de desporto e atualidades, nomeadamente na Autosprint, American Photographer, Ring Magazine, PHOTO e Kodak’s Ampersand, entre outras.
Brinkley também se revelou como estilista e desenhou roupa para a marca Simplicity Pattern.
Em março de 1994, desenha para a marca Nouveau Eyewear, uma linha de armações de óculos para mulheres, com o nome comercial Christie Brinkley Perspectives.
Cria também uma colecção original de jóias para a marca Swank.
Em 1997 participa, com o actor Chuck Norris, no lançamento comercial do aparelho de fitness Total Gym.
Na Primavera de 1998 lança comercialmente o seu próprio perfume, Believe.
Brinkley foi uma das três modelos escolhidas pela marca Matchbox para o fabrico e venda de bonecas para crianças, de nome The Real Model Collection.

## Vida pessoal

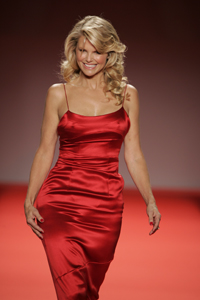
Em fevereiro de 2005, num evento social em que participaram várias celebridades com a finalidade de recolher fundos para organizações de prevenção e combate a doenças de coração.

Christie Brinkley é filha de Herbert e Marjorie Hudson.

A sua mãe casou mais tarde com Donald Brinkley, argumentista de séries para a televisão norte-americana, tendo adoptado o apelido do padrasto, "Brinkley".
Brinkley tem um único irmão, de nome Gregory Donald Brinkley que é nutricionista e pai de dois filhos, Ian Amadeo Brinkley (nascido a 15 de janeiro 1990) e Elliott Marie Brinkley (nascida a 5 de janeiro 1997).
Em 1982, conhece em Nova Iorque Olivier Chandon de Brailles (nascido a 17 de setembro de 1955 em França), herdeiro da enorme fortuna do conhecido champanhe Moët-Chandon, durante uma festa na célebre discoteca Studio 54 onde estava a ser promovido um calendário seu. Apaixonaram-se, mas o romance foi curto; Chandon morre um ano depois, em 1983 num acidente de corrida de automóveis em que participava.

### Casamentos
Christie Brinkley casou quatro vezes:
- Em 1973, Paris, com o artista e ilustrador francês Jean-François Allaux (nascido em Rabat, Marrocos) que terminou em divórcio em 1981, sem filhos.[45]
- Em 1983, conhece o famoso músico norte-americano Billy Joel (William Joseph Martin Joel, nascido em 9 de maio de 1949 em Bronx, Nova Iorque) na ilha de Saint-Barts, nas Caraíbas. Brinkley encontrava-se lá em trabalho e Joel tocava piano no bar do hotel onde estava hospedada toda a equipa de produção. Casaram-se a 23 de março de 1985, a bordo de um luxuoso iate no rio Hudson em Nova Iorque; este era o segundo casamento para ambos.
 A relação terminou nove anos mais tarde, com um divórcio amigável em 25 de agosto de 1994.[45]

É durante o namoro, que Billy Joel adapta para Brinkley o famoso tema Uptown Girl que atinge, durante meses seguidos, os lugares cimeiros nos tops de música mundiais. Brinkley, no auge da sua carreira, participa no vídeoclipe musical.
 Com o pensamento em Brinkley, Joel escreve os temas That's Not Her Style, All About Soul, Blonde Over Blue, Shameless, A Matter of Trust, The Longest Time e Christie Lee. Brinkley aparece ainda nos vídeos de Joel Keeping the Faith, All About Soul, River Of Dreams, A Matter Of Trust e Leningrad.
 Como artista, Brinkley pinta e ilustra a capa do álbum de Joel de 1993 River of Dreams (atinge na altura a tripla platina em vendas) e a revista Rolling Stone atribui-lhe o prémio "Melhor capa de álbum do ano".
Brinkley participa também no videoclipe Just Wanna Hold de Mick Jones, vocalista do famoso grupo britânico Clash.
- O terceiro casamento foi com Richard Taubman (nascido em 1948 e cuja ocupação era a reabilitação e venda de imóveis) em 22 de dezembro de 1994 e que logo termina em 1995.
Com Taubman, ambos tinham sofrido anteriormente um gravíssimo acidente de helicóptero, próximo de Telluride, no estado americano de Colorado. Quando ele a propõe em casamento, Brinkley estava ainda casada com Joel. O casamento, a que assistiram 150 convidados, teve lugar perto do lugar onde tinham tido o acidente de helicóptero e era o segundo para Taubman. Brinkley anuncia então estar grávida de um rapaz.[43][45]
- O seu quarto marido foi Peter Halsey Cook (nascido em 1 de janeiro de 1959, New Jersey), arquiteto. Já se conheciam desde 1979, pois Cook também tinha posado em tempos como modelo. Reencontram-se mais tarde, através de uma amiga comum Jill Rappaport, repórter da NBC. Casam-se em 21 de setembro de 1996, em Bridgehampton, Nova Iorque com a assistência de 120 convidados, incluindo o ex-marido Billy Joel.

Em 2006, Brinkley vem a descobrir que o marido mantinha há algum tempo um caso amoroso com uma rapariga de 18 anos, de nome Diana Bianchi que ele entretanto havia contratado como assistente para o seu escritório de arquitetura.
No verão de 2008, Brinkley inicia públicamente o processo de divórcio litigioso com Cook, no tribunal do condado de Suffolk, Riverhead, Nova Iorque num caso muito comentado e divulgado por todos os mídia americanos. Cook reconhece em tribunal ter mantido relações com a jovem Bianchi e que lhe tinha pago 300 mil dólares para que mantivesse silêncio sobre o relacionamento. No final, em 10 de julho de 2008, chegam ambos a um acordo extra judicial e ela consegue obter a custódia dos dois filhos menores (Jack e Sailor), com a permissão de o pai os poder visitar regularmente. Fica ainda para si com as 18 propriedades e o barco que disputavam e dá ao ex-marido uma indemnização de 2,1 milhões de dólares. Em agosto de 2008, Brinkley é capa da New York Magazine, com o título A libertação de Christie Brinkley.

### Filhos
- Alexa Ray Joel, nascida em 29 de dezembro de 1985 com Billy Joel. O nome Ray foi um tributo do pai ao músico Ray Charles.[49]

Alexa segue a sua carreira musical, compondo as músicas e letras das suas canções, além de tocar vários instrumentos.
Curiosamente foi a sua mãe e não o famoso pai Billy que a incitou, desde pequena, a estudar música e a cantar. O seu primeiro álbum de originais, de nome Sketches, foi lançado no verão de 2006 e inclui uma canção chamada Now he's gone onde Alexa mostra toda a sua revolta sobre o comportamento do padrasto Peter Cook com a sua mãe.
- Jack Paris Brinkley Taubman, com Richard Taubman e nascido em 2 de junho de 1995.[43]
Jack foi mais tarde adotado por Peter Cook, passando a ter o nome Jack Paris Brinkley Cook.
- Sailor Lee Brinkley Cook, com Peter Cook, nascida em 2 de julho de 1998.[43]

### Diversos

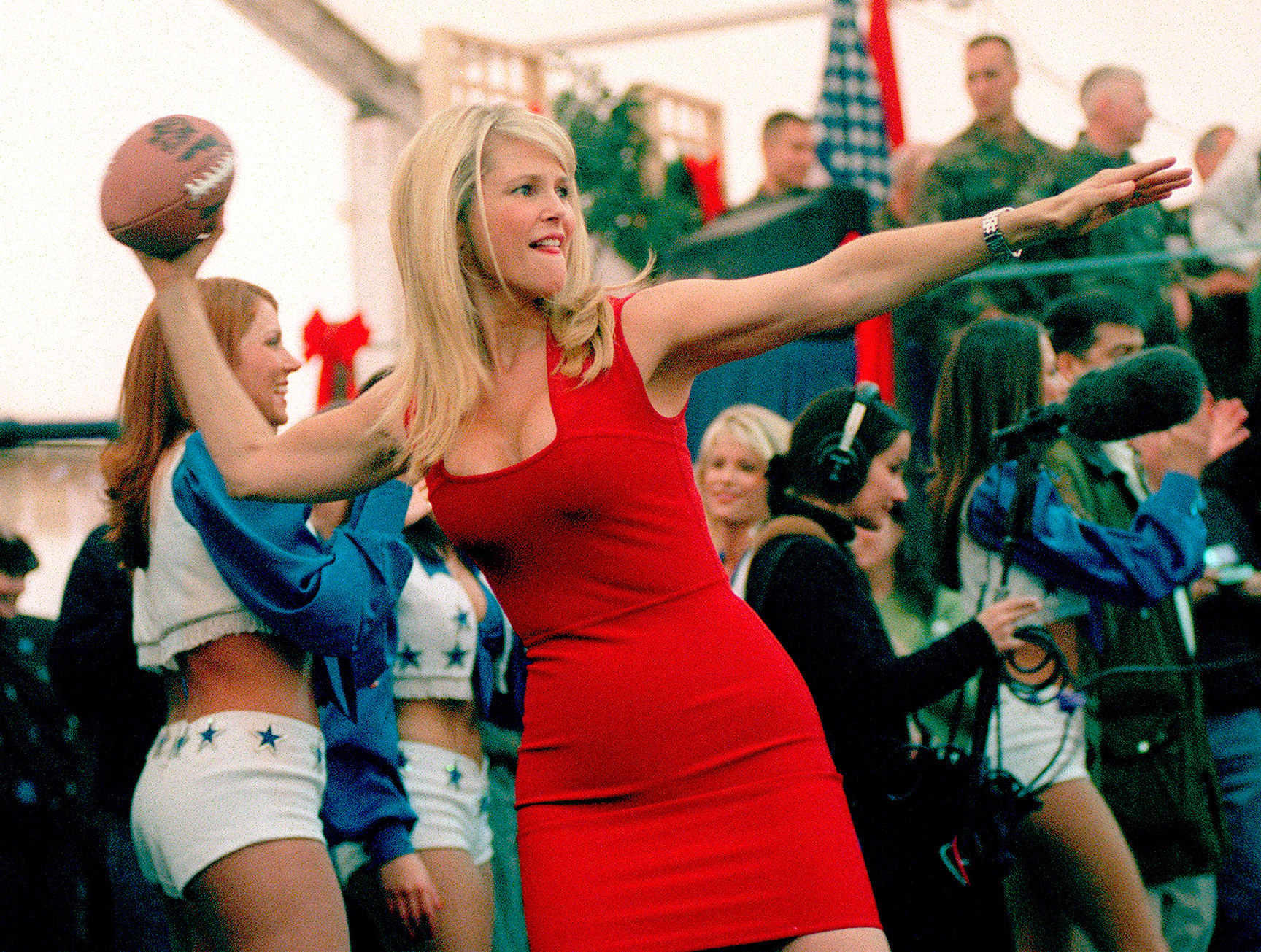
Brinkley na Bósnia em 1999, numa das suas missões humanitárias a convite do Senado americano.

Christie Brinkley é milionária e detentora de uma fortuna avaliada em 2008 em mais de 80 milhões de dólares.
É dona de 18 propriedades nos exclusivos Hamptons e só a casa que possui, de nome Tower Hill em Bridgehampton, Long Island, está avaliada no setor imobiliário em 30 milhões de dólares. Esta casa foi originalmente construída em 1898 por John Gardiner e completamente remodelada por Brinkley e Cook. Como o próprio nome indica, inclui uma torre que é o ponto residencial mais alto de Long Island.
 Brinkley possui ainda uma casa de férias em Turks e Caicos e um barco de nome Sweet Freedom. Este barco foi doado em outubro de 2009 a uma instituição de apoio a crianças, num acordo de divórcio entre Brinkley e Cook.
Brinkley assume-se como vegetariana desde os 13 anos e fã da agricultura biológica.
É uma defensora dos direitos dos animais, através da organização sem fins lucrativos PETA - People for the Ethical Treatment of Animals.
Como membro da organização Global Security Institute que se dedica à abolição das armas nucleares, Brinkley foi convidada a discursar nas Nações Unidas, integrando um painel exclusivo de individualidades.
É politicamente activa e discursou no Senado norte-americano. Foi delegada, pelo estado de Nova Iorque, na Convenção Democrata de 2000 que teve lugar em Los Angeles.
Oficialmente convidada pelo Senado americano em maio de 1999, integrou uma equipa numa viagem até à Bósnia, Sarajevo, Kosovo, Macedónia e Itália de apoio aos soldados americanos lá estacionados.
Em dezembro de 1999, foi convidada pelo Secretário da Defesa norte-americano William Cohen, a integrar um grupo restrito de personalidades numa viagem oficial aos Balcãs, para apoiar e conviver com as tropas militares de paz lá presentes e visitar os campos de refugiados.
Brinkley gosta de praticar desporto, nomeadamente equitação e ski na neve. 
Em dezembro de 2006, sofreu um acidente quando fazia ski nas montanhas de Aspen, estado americano de Colorado. Teve de ser então operada de emergência para corrigir uma hérnia discal.
É uma fã confessa de hóquei no gelo e apoia com os seus filhos Jack e Sailor a equipa da casa, os New York Islanders. Foi convidada para protagonista num anúncio comercial deste clube realizado para a televisão americana.

## Cinema, televisão, vídeos e livros

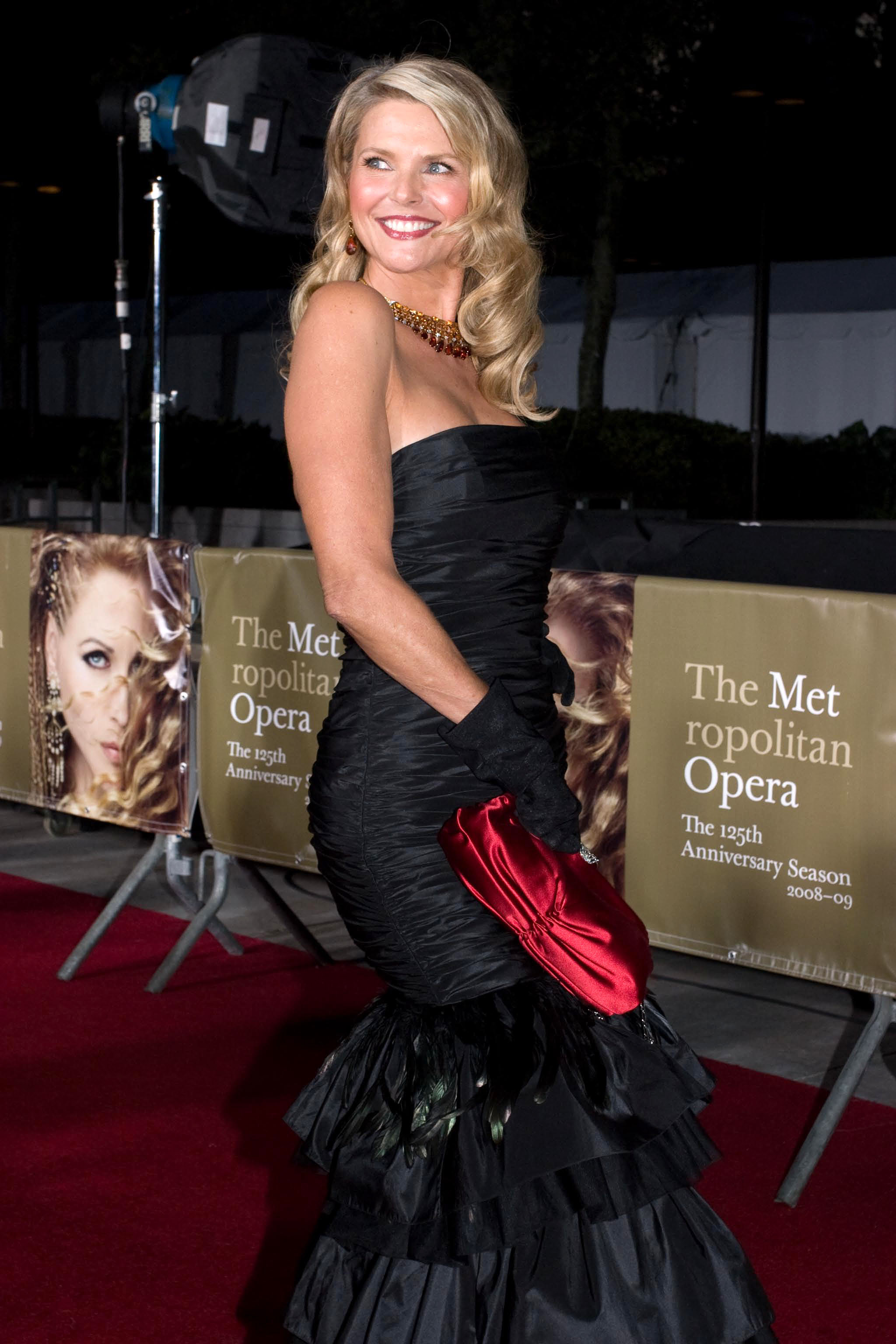
Na abertura da temporada da Metropolitan Opera (dezembro de 2008).

- All-Star Birthday Party at Annapolis (televisão - 1982).[43]
- Young Doctors in Love (série de televisão - 1982).[43]
- National Lampoon's Vacation (estreia no papel "The girl in the red Ferrari", cinema - 1983).[43]
- Today Show (talk show, 1983).[43]
- Christie Brinkley’s Outdoor Beauty and Fitness book (livro - 1983).[11]
- The 56th Annual Academy Awards (co-apresentadora com Michael Keaton do Óscar de Melhor Som, 1984).[43]
- CoverGirl’s Guide to Make-up with Christie Brinkley (apresentadora, vídeo comercial - 1987).[7]
- Powaqqatsi - Life in Transformation (documentário - 1988).[43]
- An American Saturday Night (programa de música, televisão - 1991).[43]
- Living in the 90's with Christie Brinkley (apresentadora, série de televisão - 1992).[11]
- Sports Illustrated Behind the Scenes: Official Swimsuit Video (documentário - 1992).[43]
- Billy Joel: Shades of Grey (documentário, televisão - 1993).[43]
- Mad About You (como ela própria - 1 episódio Virtual Reality (2ª temporada - série de televisão - 1994)).[11]
- Pay-Per-View Special Supermodel of the Year Contest (apresentadora do concurso, televisão - 1994).[43]
- Vegas Vacation (reaparição no papel "The Girl in the Red Ferrari", cinema - 1997).[7][43]
- Divas Live: An Honors Concert for VH1 Save the Music (televisão - 1998).[43]
- Intimate Portrait (biografia, vídeo, março - 1999).[43]
- InStyle Celebrity Weddings (Lifetime Television, televisão, apresentadora).[8]
- The Rosie O'Donnell Show (3 episódios, série de televisão, 1999-2000).[7]
- Billy Joel: The Essential Video Collection (entrevista, vídeo - 2001).[43]
- The Hamptons (série de televisão - 2002).[43]
- VH-1 Where Are They Now? (1 episódio, série de televisão - 2002).[43]
- The Family Truckster (vídeo - 2003).[43]
- Sports Illustrated 40th Anniversary Swimsuit Special: American Beauty (documentário, vídeo - 2004).[43]
- The Oprah Winfrey Show (televisão - 2004).[43]
- Blue Collar TV (programa de variedades - 2004).[11]
- The View (Talk show, vários episódios).[43]
- The Insider (1 episódio, série de televisão - 2007).[43]
- Entertainement Tonight (26 episódios, talk show, 2006-2008).[43]
- Today Show (1 episódio, talk show da NBC - 2007).[43]
- Rachael Ray Show (1 episódio, talk show - 2007).[43]
- Access Hollywood (2 episódios - 2008).[43]
- The O'Reilly Factor (4 episódios, talk show - 2008).[43]
- Ugly Betty (1 episódio, "The Bahamas Triangle" como "Penelope Graybridge" - setembro de 2009).[56]
- The Oprah Winfrey Show - "Supermodel Legends" - fevereiro, 2011.[3][57]
- Parks and Recreation (1 episódio, "Ron and Diane" como "Gayle Gergich", mulher de "Jerry Gergich" - novembro de 2012).[58]
- Timeless Beauty: Over 100 Tips, Secrets and Shortcuts to Looking and Feeling Great (livro - 2015).[59]
- American Beauty Star - jurada convidada na 1.ª temporada (2018), jurada fixa na 2.ª temporada (2019).[60]

## Prémios e distinções

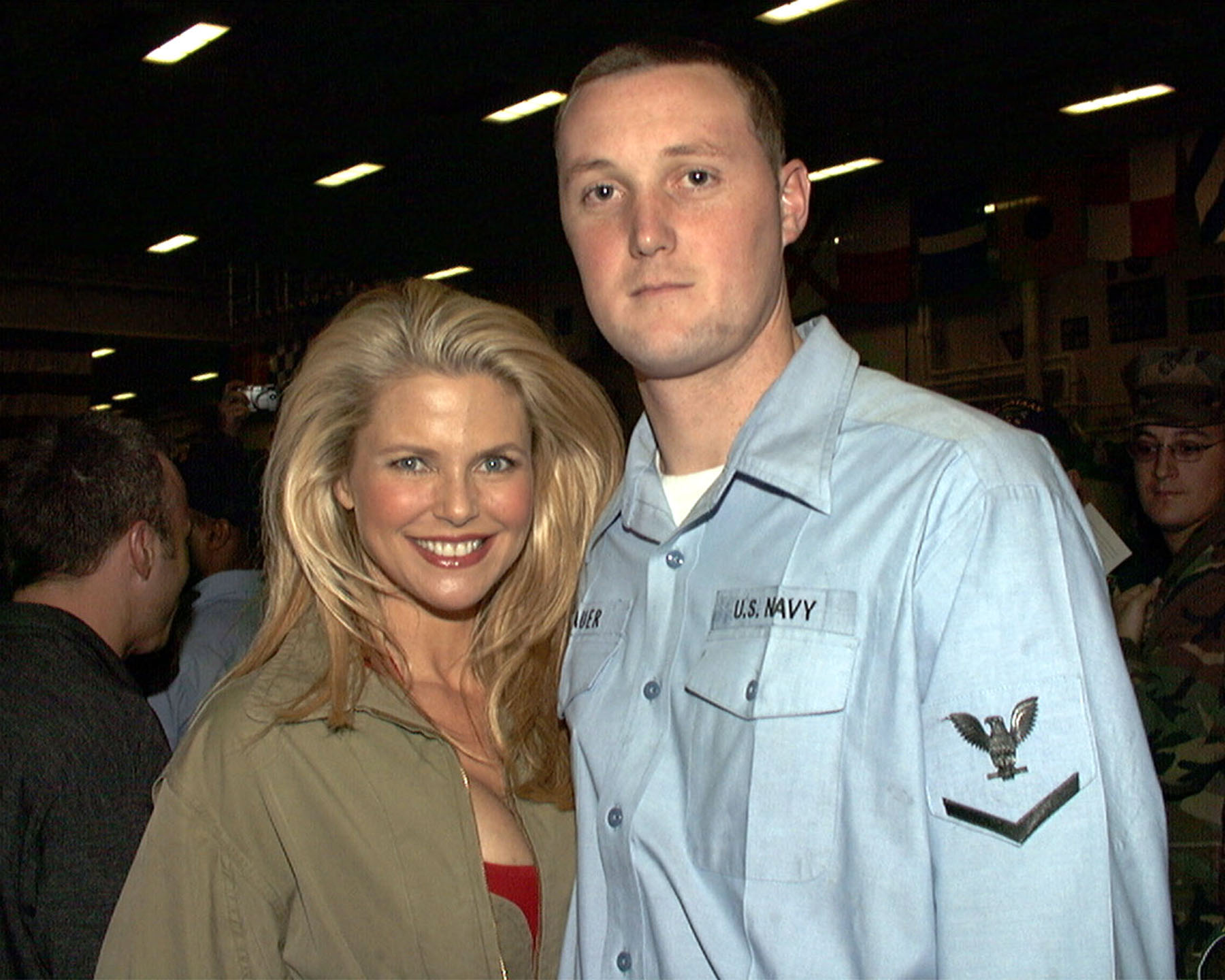
Em dezembro de 1999, junto do oficial da marinha Keith Bernauer, numa das suas várias missões a convite da USO, de apoio a militares norte-americanos em serviço no estrangeiro. (foto de Dewitt D. Roseborough)

- Top Picks, atribuído em 1993 pela revista Rolling Stone, pelo trabalho artístico que realizou para a capa do álbum River of Dreams do músico e então marido Billy Joel.[20]
- Prémio de Mérito de 2001, atribuído pela instituição privada e sem fins lucrativos USO-The United Service Organizations Inc. que providencia locais com condições para o recreio dos militares norte-americanos espalhados pelo mundo. Recebeu este prémio em Washington em recompensa das muitas missões de paz que realizou pelo mundo através da USO.[20]
- Spirit of Achievement Award, atribuído em 2003 pela divisão feminina do estabelecimento de ensino Albert Einstein School of Medicin da Universidade de Yeshiva, em reconhecimento do seu intenso trabalho de caridade. Esta é uma universidade privada e está sedeada em Nova Iorque.[20]
- Christie Brinkley Scholarship, bolsa de estudos com o seu nome atribuída em fevereiro de 2007, pelo estabelecimento de ensino Ross School, em Easthampton, Long Island, Nova Iorque. Esta bolsa permite aos estudantes, interessados em arte ou ciências ambientais, obter quatro anos de escolaridade gratuita no liceu Ross High School.[20]
- Heart Award, prémio atribuído pela organização humanitária American Heart Association que se dedica à investigação, prevenção e combate das doenças de coração. A entrega teve lugar em junho de 2008, durante a 12ª Gala Anual que decorreu nos Hamptons. No seu discurso de agradecimento, Brinkley disse estar muito honrada com a distinção e confessou que a sua própria mãe tinha sofrido cinco ataques de coração e que estaria ainda viva graças à investigação que a AHA promove continuamente nesta área.[61]
- Smart Cookie Award, prémio atribuído pelos leitores da revista Cookie Magazine que reconhece mães de negócio e filantrópicas assim como celebridades que substancialmente contribuem para as causas das mulheres e das crianças com necessidades em todo o mundo. O evento teve lugar em abril de 2008 em Nova Iorque. A filha Alexa Ray Joel acompanhou a mãe na cerimónia e foi convidada pela organização a discursar na entrega do prémio.[62]
- Humanitarian Award, distinção atribuída pela organização americana de caridade March of Dimes que se dedica à saúde e bem estar dos bebés, nomeadamente no diagnóstico precoce de doenças graves como a poliomielite e a paralisia infantil.[63]
- Prémio de Mérito atribuído pela organização americana Mothers Voices que tem como missão incentivar a comunicação entre pais e filhos em temas como o sexo saudável e a prevenção precoce da SIDA, de forma a que os jovens recebam informações corretas e assim possam fazer escolhas saudáveis e responsáveis nas suas vidas.[20]
- Mãe do Ano, prémio atribuído pelo comité da associação nacional americana de mães The National Mothers Day. A cerimónia teve lugar em Nova Iorque e é uma homenagem a mulheres de exceção que preservem o espírito e bem-estar das suas famílias, tenham tido carreiras bem sucedidas e que ajudem social e financeiramente as vidas de outras mais desfavorecidas.[7]
- Prémio de Mérito, atribuído pela fundação sem fins lucrativos Make-A-Wish Foundation de Nova Iorque que providencia internacionalmente cuidados médicos a crianças e jovens com idades compreendidas entre os 3 e 18 anos. A sua missão humanitária chega a 167 000 crianças em todo o mundo através da ajuda de 25 000 voluntários.[63]
- Americas Mothers and Shakers, nomeação atribuída pela revista Redbook Magazine em reconhecimento do seu árduo trabalho e envolvimento com a agência STAR - Standing for Truth About Radiation. Brinkley é uma das fundadoras desta organização que alerta os cidadãos para os efeitos nocivos das radiações nas populações que vivem ou trabalhem próximo de reatores nucleares.[7]
- HBA's Positively Beautiful Award, atribuído por HBA Global Expo em reconhecimento do seu trabalho junto da organização de caridade internacional Smile Train.[5][64]
- Mothers Who Make A Difference Award, atribuído por Love Our Children USA em abril de  2011 na sua 6ª Edição Anual, reconhecendo e incentivando quatro celebridades por conseguirem conjugar os seus deveres de mãe, o seu trabalho e as diversas causas em que estão envolvidas.[65]
- Broadway Beacon Award em 4 de junho de 2012, pela sua actuação como Roxie Hart no musical Chicago.[66]
- SOFO meets SOHO, homenageada pelo South Fork Natural History Museum and Nature Center em 16 de junho de 2012 pelo seu trabalho desenvolvido ao longo dos anos em alertar sobre os riscos da radiação nuclear e sustentabilidade dos oceanos.[67]
- Pet Hero Award - Humanitarian of the Year 2013 atribuído pelo Pet Philanthropy Circle pela sua atividade na defesa dos direitos dos animais, ambiente e vida selvagem.[68]
- FN Style Influencer of the Year 2018, em conjunto com as filhas Alexa e Sailor.[69]